# 3974 Verveer
3974 Verveer là một tiểu hành tinh vành đai chính với chu kỳ quỹ đạo là 1533,6765332 ngày (4,20 năm).
Nó được phát hiện ngày 28 tháng 3 năm 1982.